# Phricanthes diaphorus
Phricanthes diaphorus es una especie de polilla de la familiar Tortricidae. Se encuentra en Queensland, Australia.